# Beppe Riva
Beppe Riva (Lecco, 26 agosto 1956) è un giornalista, critico musicale e produttore discografico italiano conosciuto per essere stato il primo giornalista a parlare di musica hard rock ed heavy metal in Italia. Il suo lavoro di critico viene oggi considerato determinante, soprattutto negli anni '80, nella costruzione di una scena e di un pubblico italiano di questo genere musicale.
Sembrerebbe che Beppe Riva abbia addirittura coniato i termini musicali epic metal (poi diffuso universalmente) e class metal, e sia stato probabilmente tra i primi critici musicali a usare il termine hard & heavy per riferirsi a un genere e a una corrente musicale, ma certamente a darne un contributo fondamentale per la diffusione perlomeno in Italia.

## Biografia

### Gli inizi della carriera
Nel 1978, Beppe Riva partecipò, con un pezzo sui Blue Öyster Cult, al concorso dei lettori per aspiranti giornalisti istituito dalla rivista Ciao 2001 che prevedeva per i vincitori la pubblicazione di una loro recensione. Fu proprio grazie a questa prima pubblicazione che Riva entrò in contatto con Rockerilla, ottenendo presto una rubrica personale chiamata “Hard 'N' Heavy”, che fu la prima rubrica specializzata sull'allora emergente fenomeno dell'omonimo stile musicale. Celebri rimasero le sue interviste alle allora nascenti band del metal internazionale, come quella a Paul Di'Anno degli Iron Maiden, a Steve Sylvester dei Death SS, ai Metallica ed a molti altri. In questi primi anni di attività Riva venne saltuariamente anche invitato in programmi TV come Mister Fantasy di Raiuno, o su puntate tematiche su Videomusic o Italia 1.
Nei primi anni '80, anche grazie all'invio del materiale di molte band presso la redazione della rivista ed al supporto fornito dalla Electric Eye di Claudio Sorge, Riva iniziò, in veste di produttore su marchio Metal Eye, a promuovere alcune band destinate a divenire seminali nella scena metal italiana. La prima uscita fu una compilazione intitolata Heavy Metal Eruption (1983) che vedeva gruppi come Halloween, Crying Steel, Death SS, Strana Officina, Rollerball, Steel Crown, Elektra Drive, Revenge, Shyning Blade, Ransackers. Il disco viene oggi considerato come "il punto di partenza della scena metal italiana". A questa seguì poi il primo 7" dei Death SS dal titolo Evil Metal, prodotto assieme a Mario Rivera.

### 1986-1989: Tra Rockerilla e Metal Shock
L'esperienza con Rockerilla venne temporaneamente sospesa verso la metà degli anni '80, dopo l'esperimento dei tre numeri speciali di Hard & Heavy curati dallo stesso Riva che raggiunsero all'incirca le 10 000 copie vendute. Anche grazie alle conferme fornite da questi numeri, nel 1987 Beppe Riva iniziò a collaborare alla creazione di una nuova rivista interamente dedicata all'heavy metal, Metal Shock di Giancarlo Trombetti. Il progetto marcava una differenza con la già presente HM, che dava molta importanza alle immagini e meno ad i testi ed alle recensioni. Riva, oltre ad occuparsi di interviste, articoli e recensioni, teneva una rubrica fissa dal titolo Shock Relics, che riscopriva, con ottica storicizzante, vecchi generi e perle discografiche allora cadute nel dimenticatoio dei più.
Nel 1989 collaborò alla stesura dell'Enciclopedia Rock anni ’80 (Arcana Editrice, 1989) curata da Riccardo Bertoncelli, occupandosi proprio dell'heavy metal di quegli anni.

### Gli anni '90
Nel 1991 Beppe Riva curò l'edizione italiana dell'Enciclopedia rock hard & heavy di Johannes Antonius van den Heuvel, edita da Arcana Editore. Nello stesso anno Riva tornò a scrivere su Rockerilla, dedicando la propria penna ai nuovi generi dell'hard rock contemporaneo come il Grunge e lo Stoner rock, e partecipando alla rubrica chiamata Ristampe, in cui recensiva le nuove edizioni di vecchi dischi dell'hard rock. Sempre ad inizio anni '90, parallelamente al lavoro con Rockerilla, Riva scrisse per Flash, e dal 1994 prestò la penna alla neonata rivista Thunder, creata da alcuni giornalisti fuoriusciti da HM.
Nel 1993 scrisse invece il suo Queen. Tutti i testi:1971-1993, che vedeva una discografia illustrata di 120 brani della nota band di Freddie Mercury, per un libro pubblicato nella collana  La Musa De Luxe diretta da Riccardo Bertoncelli e le traduzioni affidate ad Ale Massara.

### Gli anni 2000
Nel 2010 ha scritto la postfazione al libro Metallica. Kill ‘Em All di Andrea Valentini, edito nella collana I Fulmini della Tsunami edizioni.
Nel 2020 la rivista web True Metal inaugura la rubrica Beppe Riva Pillars, in cui vengono riproposti vecchi articoli, recensioni ed interviste di Beppe Riva, analizzati e commentati da Stefano Ricetti ad oltre 30 anni di distanza dalla loro pubblicazione.